# مدام (همدان)

تعديل مصدري - تعديل

مدام هي إحدى قرى عزلة وادعة بمديرية همدان التابعة لمحافظة صنعاء، بلغ تعداد سكانها 2037 نسمة حسب تعداد اليمن لعام 2004.